# Silene (botanica)
Silene L., 1753 è un genere di piccole piante erbacee spermatofite dicotiledoni, appartenenti alla famiglia delle Cariofillacee.

## Etimologia
Il nome del genere (Silene) si riferisce alla forma del palloncino del fiore. Si racconta che Bacco avesse un compagno di nome Sileno con una gran pancia rotonda.  Ma probabilmente questo nome è anche connesso con la parola greca “sialon” (= saliva); un riferimento alla sostanza bianca attaccaticcia secreta dal fusto di molte specie del genere.
In francese il genere si chiama “Silène” o “Sormillet”, in tedesco si chiama “Leimkraut” e in inglese “Catchfly”.

## Descrizione
Il genere Silene comprende piante annuali, biennali o perenni. Normalmente sono erbacee ma a volte anche suffruticose (come Silene fruticosa indigena sui muri vecchi dell'Italia insulare). Le forme biologiche più usuali sono: H scap (Emicriptofite scapose) e T scap (Terofite scapose).

### Radici
La radice può essere sia a fittone che secondaria da rizoma.

### Fusto
Il fusto generalmente è eretto e ascendente (a parte i casi in cui è prostrato) e poco foglioso. Può essere pubescente e a volte è vischioso. 

### Foglie
In genere le foglie sono lanceolate; qualche volta lineari, qualche volta spatolate.
- Foglie inferiori: in certe specie formano quasi una rosetta basale e generalmente sono picciolate.
- Foglie superiori: sono più piccole delle foglie radicali; normalmente sono disposte in modo opposto sui vari nodi del fusto e spesso sono amplessicauli.

### Infiorescenza
Le infiorescenze non sono mai molto dense e i fiori sono piuttosto grandi (alcuni centimetri). Le forme più tipiche delle infiorescenze sono quelle a dicasio oppure a monocasio con varie morfologie intermedie.

### Fiori
I fiori sono ermafroditi o poligami (sullo stesso individuo sono presenti fiori di uno solo sesso), eteroclamidati (perianzio con calice e corolla ben separati), pentameri (calice e corolla formata da 5 elementi). Le “Silene” presentano dei fiori bianchi, giallastri, rosei o rossi.
- Calice: il calice è l'elemento più caratteristico di questa specie; è di forma tubulosa (gamosepalo), molto spesso rigonfia,  con diverse nervature longitudinali (da 10 a oltre 50) e dentato all'apice.
- Corolla: I petali separati (dialipetali) sono allungati e bilobi terminanti con un'unghia e danno il colore al fiore.
- Androceo: gli stami sono sempre 10.
- Gineceo: l'ovario è supero ed è formato da 3 o 5 carpelli riuniti all'apice in unica struttura. Gli stili sono corrispondentemente 3 o 5 ed hanno gli stimmi pelosi.
- Fioritura: fine Primavera e inizio Estate.
- Impollinazione: tramite il vento o tramite insetti di vario tipo.

### Frutti
I frutti sono capsule secche (persistenti), deiscenti e dentate in cima. Il numero dei denti è doppio del numero dei pistilli (6 o 10). I frutti contengono numerosi piccoli semi reniforni (a forma di rene).

## Distribuzione e habitat
Il genere ha una distribuzione sub-cosmopolita: le varie specie sono presenti in America, Europa, Asia e Africa, assenti in Oceania e Antartide.
In Italia la distribuzione di questo genere è molto vasta, dal nord al sud comprese le isole. Il suo range altitudinale va dai quasi 3000 m s.l.m. di Silene acaulis al piano con la diffusissima Silene vulgaris.

## Tassonomia
Il genere Silene comprende oltre 800 specie, per lo più erbacee, annue, bienni o perenni. Di queste in Italia se ne contano almeno una sessantina spontanee della nostra flora.
Alcune classificazioni (Fiori) lo dividono in 4 sezioni:
- Dicasiosilene
- Botryosilene
- Conoimorpha
- Cincinnosilene

È da prendere comunque nota che tali suddivisioni non sempre sono accettate dalla maggioranza dei botanici.
Per la determinazione della specie è utile tenere conto di alcune caratteristiche morfologiche quali:
- la lunghezza del carpoforo (elemento di supporto della capsula) : è visibile solo dopo la fruttificazione della pianta e nelle varie specie ha lunghezze caratteristiche diverse;
- il calice che ha tre elementi distintivi:
  - la forma: può essere rigonfio, fusiforme, troncato, attenuato, campanulato, ecc.;
  - il numero delle nervature: che possono essere 10, 20, 30 e oltre;
  - la forma dei denti apicali: che possono essere ottusi, lineari, acuminati, ecc.;
- il tipo di infiorescenza: che può essere a dicasio oppure monocasio, ma anche in forme intermedie come dicasio con rami abbreviati, monocasio racemoso, monocasio recemiforme poco ramoso, ecc.

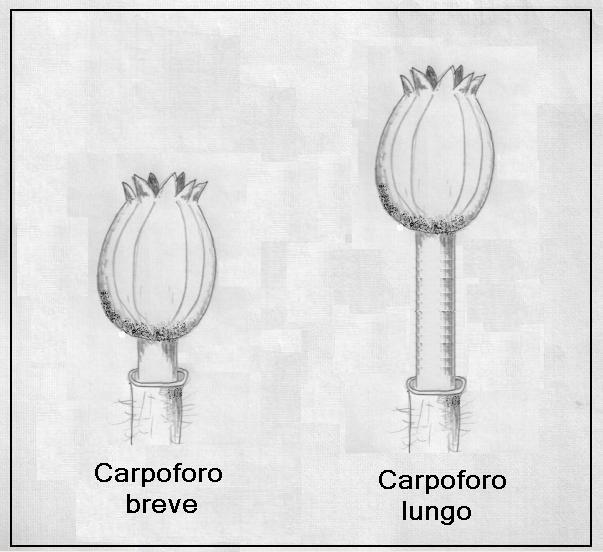
Capsula con carpoforo
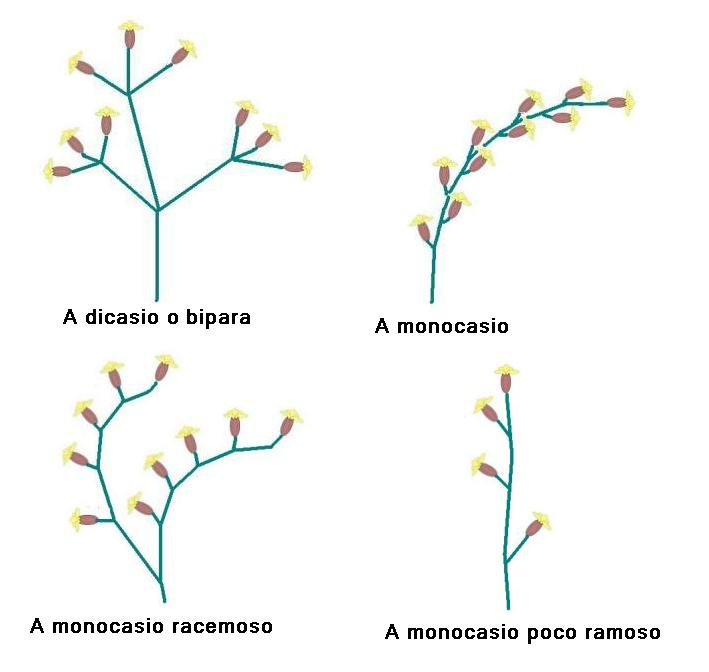
Alcuni tipi di infiorescenza
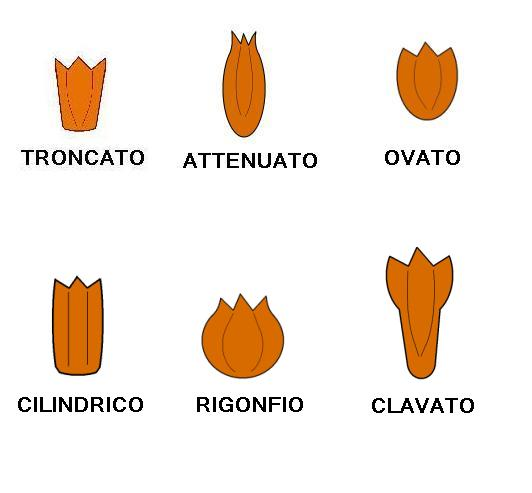
Forma del calice

### Alcune specie

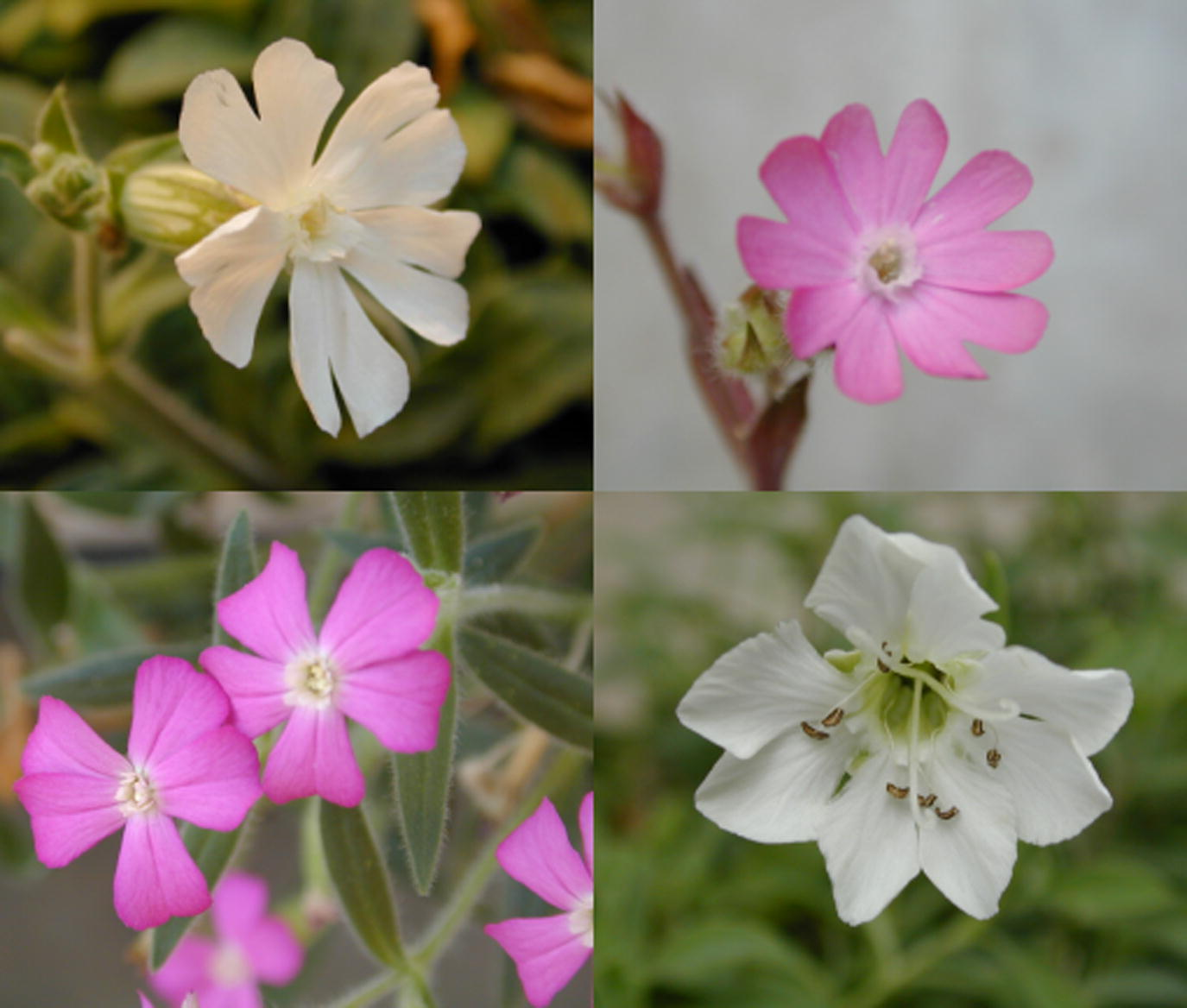
Infiorescenze di Silene sp.

Per le seguenti specie è disponibile la scheda dettagliata del fiore:
- Silene dioica  (L.) Clairv. (1811) – Silene dioica
- Silene noctiflora  L. (1753) – Silene aprentesi di notte
- Silene vulgaris  (Moench) Garcke (1869) – Bubbolini o Silene rigonfia

Qui di seguito descriviamo alcune specie di particolare importanza.
- Silene acaulis  (L.) Jacq. (1921)  - Silene a cuscinetto: (chiamata volgarmente anche ocimoide muscoso) è una pianta perenne e si presenta come un cuscinetto (non supera i 5 cm di altezza). Le foglie, essendo il fusto quasi inesistente, sono tutte basali. I fiori sono rosso - purpurei con calice  a 10 nervature. È una pianta tipicamente alpina e la si trova dai 1700 m s.l.m. in su. Si trova oltre che sulle Alpi (una presenza è stata segnalata sul Monte Rosa a 3600 m s.l.m.!), anche sui Pirenei, sui Carpazi e sulle Montagne Rocciose. Esistono alcune varietà interessanti come:
  - var. alba : a fiori candidi.
  - var. aurea : con foglie dai riflessi dorati e fiori rosa.
  - var. plena : con fiori doppi a colore rosa.
- Silene gigantea  L. (1759) : è una pianta molto alta (il fusto può arrivare fino a 120 cm). Le foglie basali sono mucronate mentre quelle cauline sono scarse. I fiori sono bianchi e densamente raccolti in racemi. Si trova nelle regioni mediterranee.
- Silene inflata  Sm. (1828) : è una pianta perenne alta fino a 50 cm dall'aspetto cespuglioso: dal rizoma dipartono numerosi fusti poco ramificati. Le foglie (ovato – lanceolate) sono nervate in modo evidente. L'infiorescenza è un tipico corimbo con numerosi fiori. Il calice, completamente glabro, dalla forma subsferica è molto caratteristico anche per le sue nervature anastomizzate.
- Silene maritima  With. (1796) : è una pianta perenne e cespitosa alta fino a 40 cm. Le foglie sono grigio-verdi. Il calice del fiore ha 20 nervature e dopo la fioritura tende a gonfiarsi. Una varietà (a lunga fioritura con molti petali) è usata per i giardini rocciosi.
- Silene pendula  L. (1753) - Silene pendula: (specie esotica dell'Asia minore) è una piccola pianta annuale (alta 25 cm) con fusti prostrati e ramificati dicotomicamente. I fiori sono rosei in racemi leggermente penduli. Questa specie è molto usata dai giardinieri per le sue belle varietà (tutte coltivate) tra le quali:
  - var. alba : a fiori bianchi.
  - var. bonnettii : a fiori viola scuri.
  - var. ruberrima : con fiori dall'acceso colore carminio.
- Silene vallesia  L. – Silene del Vallese: è una pianta perenne, cespitosa e poco alta (10 cm). I fiori sono lungamente peduncolati e generalmente solitari. Il calice, ricco di ghiandole è molto allungato. I petali sono bifidi (divisi in due parti) e bicolore (rosa nella parte alta e verdastri in quella inferiore). In Italia si trova solo all'estremo occidentale delle Alpi.
- Silene viscosa  (L.) Pers. (1805) : è una pianta bienne un po' tomentosa e molto viscida. Le foglie hanno margini ondulati. L'infiorescenze sono brevi con fiori bianchi. Il calice è viscido dal quale fuoriescono dei petali profondamente bilobati. Cresce in Europa e in Asia. Una varietà a fiori rosa doppi è coltivata come ornamento dei giardini.

### Ibridi
Alcuni ibridi del genere Silene :
- Silene × dubia  (Hampe) Santa & Guinochet (1973)(sinonimo = S. ×hampeana)
- Silene × hampeana  Meusel & K. Werner (1976)(ibrido fra: S. latifolia subsp. alba × S. dioica)
- Silene × intermedia  (Schur) Philp (1982) (sinonimo = S. ×hampeana)
- Silene × pseudotites  Besser ex Reichenb. (1832) (ibrido fra: S. colpophylla × S. otites)
- Silene × urbanica  Panov (1974) (ibrido fra: S. dichotoma × S. vulgaris)

## Usi
Alcune specie essendo molto comuni sui prati (sia in pianura che in montagna) hanno una certa importanza come foraggio. Altre sono coltivate nei giardini (vedere le varietà descritte nel paragrafo: “Descrizione di alcune specie del genere”). Alcune (Silene vulgaris e altre) sono usate nella cucina popolare,  dove può essere consumata nelle frittate e nei ravioli di magro. Altre trovano impiego nella medicina popolare (ad esempio nell'Abissinia quale tenifugo).

È da ricordare ancora che alcuni lepidotteri (famiglia: Coleophoridae – genere: Coleophora – specie: C. apicialbella, C. nutantella, C. otitae, C. silenella) si nutrono delle piante del genere Silene in modo esclusivo, altri invece alternano vari generi.